# Simocyon batalleri
Simocyon batalleri és un petit carnívor extint, parent llunyà del panda vermell, que es caracteritzava per tenir l'equivalent d'un sisè dit. Juntament amb el panda gegant, és l'únic exemple de «fals polze» aparegut en un mamífer. Les seves restes foren descobertes al jaciment de Batallones-1 (Madrid, Espanya).